# ادموند لاگور
ادموند نیکولا لاگور (به فرانسوی: Edmond Nicolas Laguerre) (زاده ۹ آوریل ۱۸۳۴، بار-لو-دوک - ۱۴ اوت ۱۸۸۶، بار-لو-دوک) ریاضیدان فرانسوی و عضو فرهنگستان علوم فرانسه بود. آثار اصلی او در زمینه هندسه و آنالیز مختلط بودند. او چند جمله‌ای متعامد لاگور که از روش‌های الگوریتم ریشه یابی برای چند جمله ای‌ها می‌باشد، را طراحی کرد. او همچنین اساس پایه‌های هندسه کره‌های جهت‌دار (هندسه لاگور و صفحه لاگور)، از جمله تبدیل لاگور را بنا نهاد.